# Rutino
Rutino è un comune italiano di 750 abitanti della provincia di Salerno in Campania.

## Geografia fisica
Centro agricolo dell'alto Cilento, situato sul versante destro della media valle dell'Alento, su uno sprone del poggio sulla cui cima si erge il poderoso castello di Rocca Cilento. L'abitato presenta una tipica struttura allungata, chiamato dalla voce del popolo Rutino lungo e fino, in quanto l'asse di sviluppo è costituito dalla statale Tirrena.
- Classificazione sismica: zona 3 (sismicità bassa), Ordinanza PCM. 3274 del 20/03/2003.

## Storia
La data di fondazione del paese non è nota. Il casale viene indicato per la prima volta col nome di Ruticinum (in locum Ruticini) in un documento del 954. In questo si parla della "Translatio" dei resti del corpo dell'apostolo san Matteo da Duoflumina (Casal Velino) a Caputaquis (Capaccio) e di qui a Salerno.
Il paese nel secolo XI era un casale della Baronia del Cilento, feudo della famiglia Sanseverino dal 1276. Venduto nel 1535 da Ferrante Sanseverino a Francesco de Rogerio, nel 1538 passò al figlio di quest'ultimo, Gian Lorenzo.
In seguito appartenne a Giovanni Gomez unitamente al castello di Rocca, di cui seguì le vicende.
Dal 1811 al 1860, con la denominazione Rotino, ha fatto parte del circondario di Torchiara, appartenente al distretto di Vallo del regno delle Due Sicilie.
Dal 1860 al 1927, durante il regno d'Italia ha fatto parte del mandamento di Torchiara, appartenente al circondario di Vallo della Lucania.
Durante la seconda guerra mondiale il paese era occupato da truppe tedesche che erano accampate nel vecchio campo sportivo.
Fino all'apertura della nuova strada provinciale 417, che parte da Agropoli e termina a Sapri, era una tappa del percorso della strada statale 18 Tirrena Inferiore.
Dal 4 Maggio 1887, la frazione Rutino Scalo disponeva di una stazione ferroviaria, chiusa negli anni '90.

## Monumenti e luoghi d'interesse
- Palazzo Cuoco, di origine tardo-medievale, era un convento con numerosi affreschi situati sul piano rialzato, inesistenti dagli anni 50.
- Palazzo Puca
- Palazzo Melella
- Palazzo Rinaldi - Moschillo
- Palazzo Miglino
- Palazzo Rotolo
- Palazzo Magnoni
- Palazzo Lombardi
- Palazzo Colombaia della famiglia Cuoco
- Chiesa di San Michele Arcangelo, di origine medievale, l'edificio ha subito una radicale trasformazione nel 1885. Vi sono conservate numerose statue del 600, una tela raffigurante Santa Lucia e in un locale di servizio è stato ricavato un museo parrocchiale.[4]
- Chiesa di Santa Maria dell'Arco
- Cappella della Madonna delle Catene
- Cappella di San Giuseppe
- La Chiesa di Sant'Anna e San Gioacchino nella frazione di Rutino Scalo.

## Società

### Scuole
I primi tre cicli d'istruzione sono presenti nel territorio comunale.
Le Scuole Secondarie di Secondo Grado sono presenti ad Agropoli e Vallo della Lucania.

### Evoluzione demografica
Abitanti censiti

### Tradizioni e folclore

#### Il volo dell'Angelo

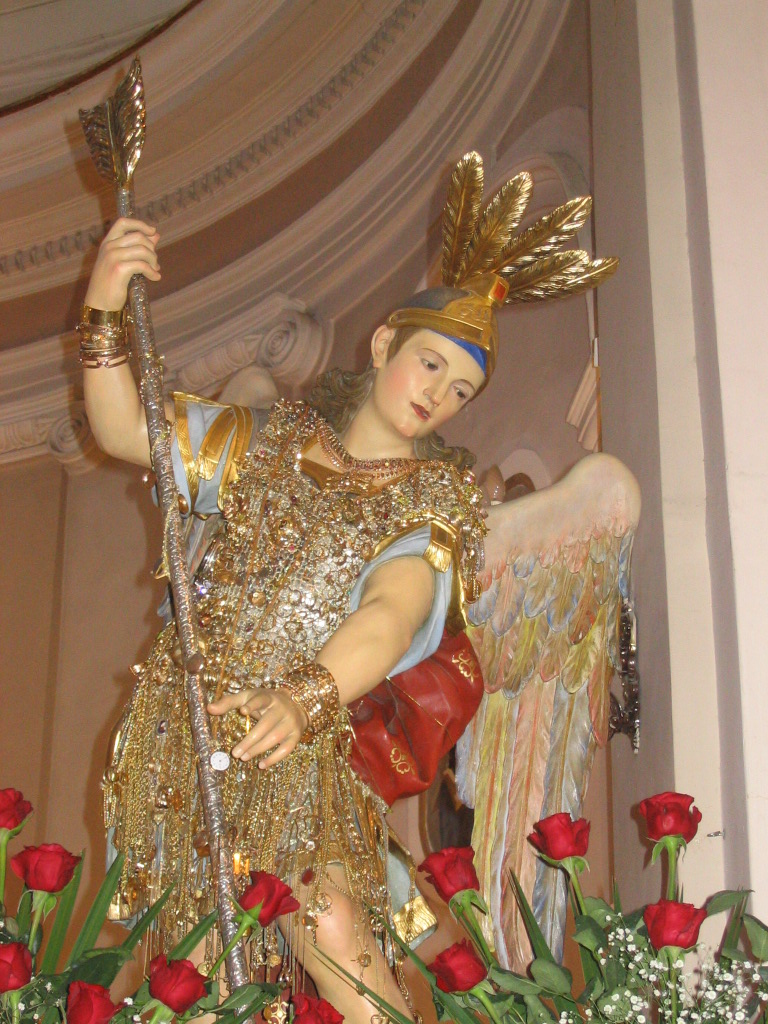
La statua di San Michele adornata dalle offerte dei fedeli durante la festa patronale

La festività più importante che si celebra durante l'anno è quella del protettore San Michele Arcangelo. La festività cade la seconda domenica di maggio ed è celebrata con un solenne rito religioso. La statua del santo viene portata in processione per le vie del paese e viene accompagnata dalle Associazioni Cattoliche, dalla Banda Musicale e da numerosissimi fedeli.
La processione è caratterizzata da due momenti salienti:
- Il primo consiste in una breve sosta per assistere ai fuochi pirotecnici divenuti famosi per la durata e per la loro potente carica esplosiva che squarcia il cielo e fa tremare la terra: è uno spettacolo stravolgente ed emozionante.

La processione prosegue e arrivati in piazza i portatori adagiano su un tavolo la Statua di San Michele disponendola di fronte al palco, allestito per l'occasione, che funge da Inferno.
- Il secondo momento consiste nella sacra rappresentazione della lotta tra l'Arcangelo San Michele e Lucifero

L'Angelo parte dalla loggia della casa canonica imbragato ad una carrucola che scorre su una corda. Viene fatto avanzare lentamente fino a posizionarsi di fronte al palco che rappresenta l'Inferno. Un assoluto silenzio è calato sulla piazza dove la gente si accalca per meglio godersi lo spettacolo.
L'Angelo inizia la prima parte del dramma lanciando un severo monito a Lucifero per essersi ribellato a Dio e gli annuncia che questa sua disobbedienza gli sarebbe costata molto cara.
Lucifero si dichiara pronto alla battaglia e sfida l'Angelo. Con questa intesa termina la prima parte del dramma. L'Angelo accompagnato da scrosci di applausi raggiunge il lato opposto della piazza mentre la Statua del "Principe degli Angeli", in processione, percorre il lato opposto del paese (contrada Serra).
Al ritorno della processione, giunti di nuovo in piazza, l'Angelo, munito di scudo e spada, ritorna in scena ed affronta l'acerrimo nemico Lucifero. Lo scontro incomincia e, dopo un simbolico duello, l'angelo sconfigge il diavolo facendolo stramazzare al suolo. Umiliato e confuso Lucifero si dichiara sconfitto e si rifugia nell'inferno. L'Angelo nel riprendere il volo di ritorno canta un inno di lode al cielo. La manifestazione si conclude riportando la statua nella parrocchia.
Origine del volo dell'Angelo
Non si conosce con precisione la prima volta che è stata rappresentata la lotta del bene contro il male, il più datato documento ufficiale che parla di tale rappresentazione è datato 1866, esso è conservato nell'Archivio Storico Parrocchiale, vi è elencato al suo interno alcuni oggetti pertinenti al corredo indossato dagli attori nella sacra rappresentazione, quali: elmo, corazza, lancia, ecc.
Il dramma interpretato a Rutino è ispirato al Paradiso perduto, un poema epico in versi sciolti, pubblicato nel 1667, da John Milton (1608 – 1674), scrittore, statista e teologo inglese.
Da allora è cambiata solo la data, dall'8 maggio, che ricorda il giorno dell'apparizione di san Michele Arcangelo sul Monte Gargano, alla seconda domenica dello stesso mese, quindi in concomitanza alla festa della mamma.

## Geografia antropica

### Frazione di Rutino Scalo
Rutino Scalo è l'unica frazione del comune, conta 45 abitanti.
La frazione si trova a 110 metri sul livello del mare e dista 3,98 chilometri in linea d'aria dal capoluogo. Il territorio è caratterizzato da una pendenza verso sud.

#### Storia
La frazione situata lungo la Ferrovia Tirrenica Meridionale si è sviluppata con la costruzione della Ferrovia iniziata intorno al 1880, la vecchia stazione ferroviaria fu inaugurata il 4 maggio 1887. Il borgo ha avuto un boom negli anni '60 con la costruzione del secondo binario ferroviario. In quegli anni c'erano: la scuola elementare, un emporio, un calzolaio, un sarto, un barbiere, la stazione ferroviaria e un dopolavoro ferroviario, la chiesa dedicata a Sant'Anna.
Tra queste infrastrutture è utilizzata oggi solo la chiesa.
Negli anni '90 la stazione ferroviaria viene declassata a posto di movimento.

#### Trasporti
Dopo la chiusura della stazione, dal punto di vista dei trasporti pubblici, la frazione è servita dalla linea degli autobus Lettieri che serve la tratta Salerno-Vallo della Lucania; autobus che passa sulla vicina Strada Statale 18.

#### Festa patronale
La santa patrona della frazione è Sant'Anna, che viene festeggiata, con una festa patronale, la domenica successiva al 26 luglio.

## Economia
Nel territorio di Rutino si producono olive, uva da vino, fichi e cereali di vario genere. Sono inoltre estesi i pascoli, le zone agricole e i boschi.

## Infrastrutture e trasporti

### Ferrovie
La frazione Rutino Scalo era dotata di una stazione ferroviaria chiusa nel 1996.

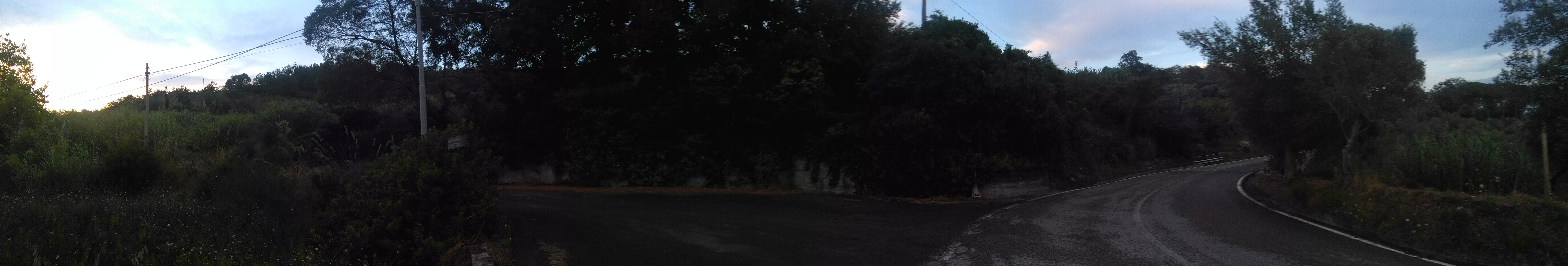
Tratto della Statale 18 che sfocia in Via del Destro, nei pressi di Rutino Scalo

### Strade
- Strada statale 18 Tirrena Inferiore
- Strada provinciale 64 Innesto SS 18-Stazione FS di Rutino
- Strada provinciale 112 Innesto SS 18-Rutino-Lustra-Mancuso

## Amministrazione

### Sindaci
| Periodo           | Periodo           | Primo cittadino   | Partito                          | Carica                    | Note |
| ----------------- | ----------------- | ----------------- | -------------------------------- | ------------------------- | ---- |
| 6 giugno 1993     | 27 aprile 1997    | Michele Voria     | PSI                              | Sindaco                   |      |
| 27 aprile 1997    | 1º aprile 2006    | Carmine Cortazzo  | centro-sinistra                  | Sindaco                   |      |
| 1º aprile 2006    | 28 maggio 2006    | Giuseppe Cortazzo | centro-sinistra                  | Vicesindaco f.f.          |      |
| 29 maggio 2006    | 10 settembre 2010 | Michele Voria     | lista civica                     | Sindaco                   |      |
| 10 settembre 2010 | 15 maggio 2011    | Salvatore Tedesco | -                                | commissario straordinario |      |
| 16 maggio 2011    | 5 giugno 2016     | Michele Voria     | lista civica Libertà e Progresso | Sindaco                   |      |
| 5 giugno 2016     | 10 ottobre 2016   | Gerardo Immerso   | lista civica Libertà e Progresso | Sindaco                   |      |
| 10 ottobre 2016   | 11 giugno 2017    | Michele Ferraro   | lista civica Libertà e Progresso | Vicesindaco f.f.          |      |
| 11 giugno 2017    | in carica         | Giuseppe Rotolo   | lista civica Guardiamo Avanti    | Sindaco                   |      |

### Altre informazioni amministrative
Il comune fa parte della Comunità montana Alento-Monte Stella e dell'Unione dei comuni Alto Cilento.
Le competenze in materia di difesa del suolo sono delegate dalla Campania all'Autorità di bacino regionale Sinistra Sele.